# Boda de Naruhito de Japón y Masako Owada
La boda del príncipe heredero Naruhito de Japón y Masako Owada tuvo lugar el 9 de junio de 1993 en el santuario Kashiko-dokoro del Palacio Imperial de Tokio. 

## Antecedentes
Naruhito era el primogénito del emperador Akihito y la emperatriz Michiko, y por lo tanto el heredero al trono japonés. Por su parte, Masako era hija de Yumiko Egashira y del ex viceministro de Asuntos Exteriores de Japón,  Hisashi Owada.
La pareja se comprometió el 9 de diciembre de 1992 durante el cumpleaños de Masako. La ceremonia de compromiso tradicional, Nosai-no-Gi, tuvo lugar el 12 de abril de 1993 en la casa de los padres de la novia. 

## Boda
La boda se produjo el 9 de junio de 1993 (día declarado fiesta nacional) en el Kashiko-dokoro, uno de los tres santuarios del Palacio Imperial de Tokio.
El príncipe heredero Naruhito llevaba una túnica naranja tradicional que data de la Era Heian, mientras que Masako llevaba la túnica de seda llamada "junúdel-hito" que tardó tres horas en ponérsela. 
El día de Masako comenzó con una ceremonia de purificación en un antiguo ritual antes de ser vestida por las damas de la corte.
Para la ceremonia nupcial  fueron invitados 812 personas, incluyendo la Familia Imperial, la familia Masako, miembros del gobierno, miembros de la rama judicial y líderes de la industria. El Emperador y la Emperatriz no asistieron; esperaron en su casa a que la pareja les anunciara su matrimonio a media tarde.
A la boda no fueron invitados ni miembros de familias real extranjeros ni amigos de la pareja. Tampoco se permitió a los invitados entrar en el santuario, y esperaron en el Jardín Imperial, mientras que la ceremonia de 15 minutos de Kekkon-no-gi tuvo lugar en el altar de la diosa del Sol.
Por la tarde, llevando las damas vestidos y tiaras, tuvo lugar el Choken-no-Gi, donde le comunicaron el matrimonio a los emperadores y tomaron fotos oficiales. Posteriormente recorrieron las calles de Tokio saludando a la multitud.
Por la noche se celebró un banquete privado conocido como Kyutyu-Shukuen-no-Gi.

## Otros datos
Naruhito y Masako tuvieron una hija:
- Princesa Aiko de Toshi (1 de diciembre de 2001)

Masako sufrió abortos naturales y también una depresión ante la presión de no proporcionar un heredero.
El 1 de mayo de 2019 tras la abdicación de Akihito, Naruhito se convierte en el nuevo emperador de Japón y Masako en la emperatriz consorte. Al no tener hijos varones, el hermano de Naruhito, el príncipe Fumihito de Akishino, se convierte en el heredero.